# S/2002 (2000 CF105) 1
S/2001 (2000 CF105) 1, também escrito como S/2001 (2000 CF105) 1, é o objeto secundário do corpo celeste denominado de 2000 CF105. Ele é um objeto transnetuniano que tem cerca de 46 km de diâmetro e orbita o corpo primário a uma distância de 23.000 km.